# NGC 1683
NGC 1683  là một thiên hà xoắn ốc trong chòm sao Lạp Hộ. Vật thể được phát hiện vào năm 1850 bởi nhà thiên văn học người Ireland William Parsons.